# Laze pri Kostelu
Laze pri Kostelu este o localitate din comuna Kostel, Slovenia, cu o populație de 13 locuitori.